# Constitución de Guinea Ecuatorial de 1973
La Constitución de Guinea Ecuatorial de 1973 fue la segunda del país. Fue sometida, sin la participación de observadores internacionales, a referéndum popular el 29 de julio de 1973, obteniendo un 99 % de votos a favor y posteriormente publicado en el Boletín Oficial en agosto del mismo año, bajo el gobierno de Francisco Macías.

## Elaboración
En su elaboración participó, a petición del presidente Macías, un asesor experto en Derecho constitucional enviado por el Gobierno cubano, que se integró en la Comisión ecuatoguineana encargada de confeccionar el texto constitucional. Si bien se atribuye un papel destacado en la redacción del mismo a Antonio García-Trevijano, en 1979 el que fuera Ministro de Interior, Angel Másié Ntutumu negó tal intervención. La Constitución fue elaborada durante un congreso del Partido Único Nacional de los Trabajadores (PUNT). Según afirmó Severo Moto Nsá, preso político durante el gobierno de Francisco Macías, la atribución de la redacción de la Constitución a Antonio García-Trevijano es debida al «dossier anti-Trevijano» elaborado para el PSOE por un grupo de ecuatoguineanos integrado en el movimiento ANRD.

## Contenido
La nueva carta magna concedía poderes absolutos al presidente y anulaba las administraciones provinciales; la Isla de Fernando Poo (actual isla de Bioko), fue rebautizada como "Isla de Macías Nguema Biyogo".
El país se constituyó según el texto en una República Democrática y Popular, encontrándose entre los objetivos del Estado "afianzar los principios ideológicos proclamados por el Partido Único Nacional de los Trabajadores". Se garantizan los derechos de libertad de palabra y de pensamiento, pero la prensa y demás medios de comunicación quedan bajo control directo del Estado. Si bien se establece que los puestos políticos son electos por sufragio universal cada cinco años, "en reconocimiento a las altas virtudes y excelsas realizaciones en beneficio de la Patria se proclama Presidente Vitalicio al Honorable y Gran Camarada Francisco Macías", en la línea de lo ya establecido por Ley Constitucional en julio de 1972. Igualmente, merced al Artículo 56 ("La Asamblea Nacional Popular estará integrada por sesenta diputados propuestos por el Partido") y el Artículo 60 ("El Partido tiene potestad para revocar el mandato de sus diputados, en cualquier momento, por desviarse de la línea política de aquél u otra causa grave") y otros semejantes, el Partido Único Nacional de los Trabajadores pasaba a tener todo el poder.
Con respecto al idioma, si bien estaba redactada íntegramente en español, la Constitución omitía referencias a la lengua oficial.
Estuvo vigente hasta el golpe de Estado de agosto de 1979 llevado a cabo por Teodoro Obiang, el llamado Golpe de la Libertad que instauró el Consejo Militar Supremo de Guinea Ecuatorial, si bien hasta agosto de 1982 no se aprobó una nueva Constitución.

## Prefacio
El Prefacio del documento mostraba una marcada atención al conflicto con la ex-potencia colonial, España, haciendo reincidentes menciones a la Constitución de Guinea Ecuatorial de 1968, producto de la Conferencia Constitucional de Guinea Ecuatorial de 1967:

[...] Los colonialistas impusieron al país una Constitución que no respondía a sus necesidades reales, con el propósito de garantizar sus intereses egoístas y frenar la marcha del Estado guineano por la senda de una genuina revolución democrática y popular, pero el pueblo se ha levantado y bajo la dirección de su gran Guía, el Presidente Francisco Macías Nguema Biyogo, se esfuerza tenazmente en edificar las nuevas estructuras económicas y sociales del país para salir del lamentable estado de atraso en que lo había sumido el colonialismo.

La Revolución Guineana se empeña tesoneramente en barrer todas las trabas que se interponen en su camino y desarrolla una política enérgica para la creación de una economía nacional, libre de toda injerencia extranjera. Ha trazado su política social en beneficio de las masas trabajadoras de la ciudad y del campo para elevar su nivel de vida, acabar con el analfabetismo, impulsar la cultura nacional y mejorar la vivienda y la situación sanitaria. Sigue una política exterior de amistad y cooperación con lodos los pueblos de África y del mundo [...]

La lucha revolucionaria pacífica contra el colonialismo, neocolonialismo, racismo e imperialismo [...] son también principios firmemente arraigados en la conciencia del pueblo guineano, que ha sufrido en su propia carne la más brutal explotación y opresión.

La salvaguardia de la integridad del territorio nacional es preocupación esencial del pueblo guineano y en tal sentido rechaza categóricamente las tendencias secesionistas que se manifiestan en la Constitución impuesta por los colonialistas en junio de 1968 contra la voluntad, los intereses y aspiraciones del pueblo.

Los derechos fundamentales que la República garantiza a todos los ciudadanos guineanos, les permite participar plena y eficazmente en las diversas tareas de la edificación del país, cuyo desarrollo armónico está asegurado por el Partido Único Nacional de Trabajadores que, como organización de vanguardia, moviliza y educa a las masas populares [...]
Prefacio de la Constitución de Guinea Ecuatorial de 1973.